# José Alvarado
José Alfonso Alvarado Pérez, noto semplicemente come José Alvarado (Guasave, 15 marzo 2000), è un calciatore messicano, attaccante del Monterrey.

## Caratteristiche tecniche
È una seconda punta.

## Carriera

### Club
Cresciuto nel settore giovanile del Monterrey, debutta in prima squadra il 23 agosto 2018 in occasione dell'incontro di Liga MX vinto 2-1 contro il Lobos BUAP.

### Nazionale
Ha giocato nella nazionale messicana Under-17.

## Statistiche
Statistiche aggiornate al 18 aprile 2020.

### Presenze e reti nei club
| Stagione        | Squadra         | Campionato      | Campionato | Campionato | Coppe nazionali | Coppe nazionali | Coppe nazionali | Coppe continentali | Coppe continentali | Coppe continentali | Altre coppe | Altre coppe | Altre coppe | Totale | Totale | Totale |
| Stagione        | Squadra         | Comp            | Pres       | Reti       | Comp            | Pres            | Reti            | Comp               | Pres               | Reti               | Comp        | Pres        | Reti        | Pres   | Reti   |        |
| --------------- | --------------- | --------------- | ---------- | ---------- | --------------- | --------------- | --------------- | ------------------ | ------------------ | ------------------ | ----------- | ----------- | ----------- | ------ | ------ | ------ |
| 2018-2019       | Monterrey       | LMX             | 1          | 0          | CM              | 1               | 0               |                    | -                  | -                  |             | -           | -           | 2      | 0      |        |
| 2019-2020       | Monterrey       | LMX             | 4          | 0          | CM              | 8               | 1               |                    | -                  | -                  |             | -           | -           | 12     | 1      |        |
| 2020-2021       | Monterrey       | LMX             | 15         | 1          | -               | -               | -               | CCL                | 3                  | 2                  |             | -           | -           | 18     | 2      |        |
| Totale carriera | Totale carriera | Totale carriera | 20         | 1          |                 | 9               | 1               |                    | 3                  | 2                  |             | 0           | 0           | 32     | 4      |        |

## Palmarès

### Club

#### Competizioni nazionali
- Campionato messicano: 1

Monterrey: Apertura 2019
- Coppa del Messico: 1

Monterrey: 2019-2020

#### Competizioni internazionali
- CONCACAF Champions League: 3

Monterrey: 2019, 2021
León: 2023